# Riesenalm

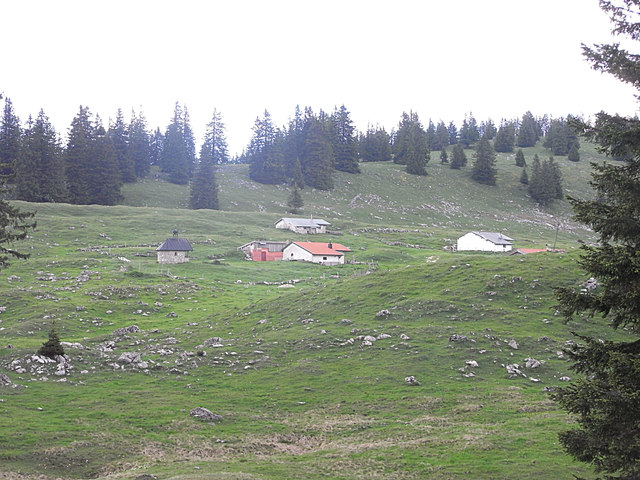
Riesenalm

Die Riesenalm ist eine Alm im Ortsteil Hohenaschau der Gemeinde Aschau im Chiemgau.
Mehrere Kaser der Riesenalm stehen unter Denkmalschutz und sind unter der Nummer D-1-87-114-128 in die Bayerische Denkmalliste eingetragen.

## Baubeschreibung
Im „Bayerischen Denkmalatlas“ sind der Öderkaser und der Braunkaser auf der Riesenalm als Baudenkmal kartiert, die Bayerische Denkmalliste gibt jedoch vier denkmalgeschützte Almhütten an.
Bei allen Bauten handelte es sich um eingeschossige Flachsatteldachbauten mit verputztem Bruchsteinmauerwerk. Der Öderkaser ist das nördlichste Gebäude der Fünfergruppe, hat einen südlich abgeschleppten Anbau und ist mit dem Jahr 1841 bezeichnet. Bei der mit 1842 bezeichneten Almhütte handelt es sich vermutlich um den Braunkaser, der sich vor der Riesenhütte befindet.
Die Almhütte von 1786, bei der 1990 das Dach erneuert wurde, dürfte der Aignerkaser sein. Dieses ist das südlichste Gebäude auf der Ostseite der Fünfergruppe. Die Denkmalliste gibt ein weiteres Gebäude an, das „wohl von 1748“ ist. Dies könnte der Hamberger Kaser sein, der als ältestes Gebäude auf der Riesenalm gilt.
Weitere Gebäude auf der Alm sind der Hartbuchkaser von 1991, der das südlichste Gebäude der Fünfergruppe ist, der Hamberger Schuppen neben dem Hamberger Kaser, die Almkapelle von 1982 westlich der Fünfergruppe sowie die Riesenhütte östlich der Landwirtschaftsgebäude.

## Heutige Nutzung
Die Riesenalm wird im Sommer bestoßen (beweidet), die Riesenhütte (Grundriss: 19 × 7 m) ist bis auf weiteres geschlossen.

## Lage
Die Riesenalm befindet sich nördlich des Klausenbergs auf einer Höhe von 1345 m ü. NN.

## Sonstiges
Die Quellen der Alm sind nicht sehr ergiebig und liefern teilweise nur schlechtes Wasser. Zeitweise wurde Wasser mit einer Seilbahn zur Alm geschafft. Viele ehemalige Almgärten mit Klaubsteinmauern zeichnen sich noch – ebenso wie die Fundamente ehemaliger Gebäude – deutlich im Gelände ab. Der Kreisbaumeister bezeichnete die Kapelle auf der Riesenalm als „schönsten Schwarzbau des Landkreises“.